# Fotoautotrofy

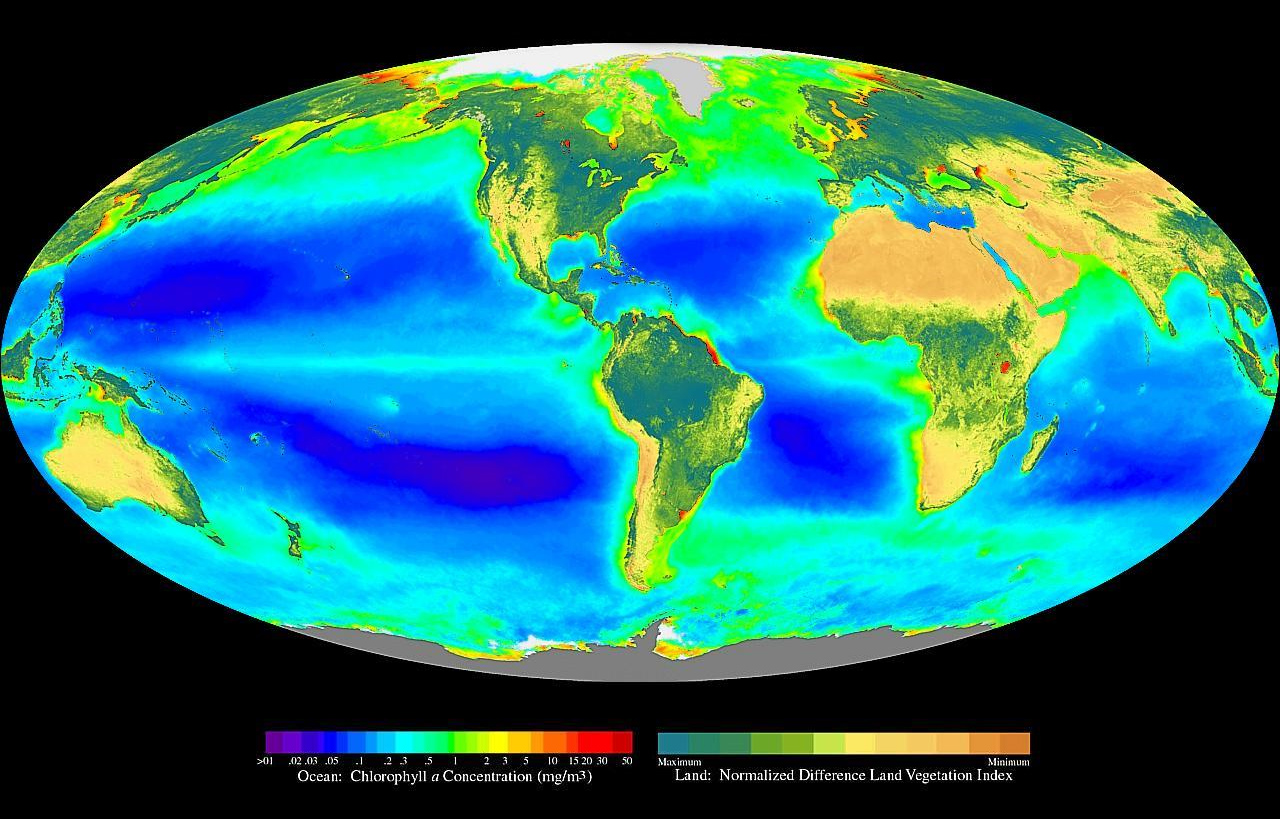
Masa chlorofilu a w oceanach i wskaźnik wegetacji lądowej są przybliżonymi wartościami masy fotoautotrofów

Fotoautotrofy – autotroficzne organizmy pozyskujące pożywienie na drodze fotosyntezy. Zalicza się je do roślin, protistów i sinic. Dawniej wszystkie organizmy wyposażone w chlorofil zaliczano do jednego królestwa – roślin. Dopiero stosunkowo niedawno wykazano niezbicie, że zdolność do fotosyntezy nie jest dobrym kryterium oceny związków filogenetycznych. Jednakże i dziś jeszcze wielu naukowców posługuje się tym kryterium. Nowa klasyfikacja naukowa organizmów, przyjęta również w Polsce, zakłada jednak, że fotoautotrofy można znaleźć w aż trzech królestwach.
Fotosynteza tlenowa (z uwolnieniem tlenu) powstała pierwotnie jedynie u sinic, natomiast aparat fotosyntetyczny pozostałych organizmów (chloroplast) jest wynikiem endosymbiozy i wtórnej endosymbiozy.
Do endosymbiozy doszło poprzez pochłonięcie (endocytoza) przez eukarionta komórką sinicy i organizmem gospodarza. W rezultacie tej współpracy doszło do powstania chloroplastów roślin.
Endosymbioza wtórna zaistniała wówczas, gdy jednokomórkowe rośliny wyposażone w chloroplasty dostały się na drodze endocytozy do wnętrza komórek protistów i tam przekształciły się w nowy rodzaj chloroplastów.